# Mário Juruna
Mário Juruna (Barra do Garças, 3 de septiembre de 1943 — Brasilia, 18 de julio de 2002) fue un líder indígena y político brasileño. Afiliado al Partido Democrático Laboral, fue el primero y único diputado federal indígena de Brasil.
Juruna nació en la aldea xavante Namakura, próxima a la Barra del Garças, en el estado de Mato Grosso. Era hijo del jefe de la aldea. Vivió en la aldea, sin contacto con la población blanca brasileña hasta los diecisiete años, cuando sucedió a su padre en el liderazgo de la aldea.
En la década de 1970, se hizo conocido al recorrer los gabinetes de la Fundación Nacional del Indio, en Brasilia, luchando por la demarcación de tierra para los indios, portando siempre un grabador "para registrar todo lo que el blanco dice" y constatar que las autoridades, en la mayoría de las veces, no cumplían la palabra. En 1982, los contenidos de estas grabaciones fueron publicados en el libro La Grabadora de Juruna. (Juruna, Hohlfeldt y Hoffmann).
Fue elegido diputado federal por el PDT en 1982 con 31 mil votos, representando el Estado de Río de Janeiro. Su elección tuvo una gran repercusión en el país y en el mundo. Fue el responsable por la creación de la Comisión Permanente del Indio en el Congreso Nacional, lo que llevó el problema indígena al reconocimiento formal. En 1984, denunció el empresario Calim Eid por intentar sobornarlo para votar por Paulo Maluf, candidato de los militares a la presidencia de la república en el colegio electoral. Juruna acabó votando en Tancredo Nieves, candidato de la oposición democrática.
No consiguió reelegirse en 1986, pero continuó activo en la política por varios años. En 1990 y 1994, concurrió nuevamente a diputado federal, pero no fue elegido. En 1995, fue asesor parlamentario en Brasilia, pero no ejerció el cargo debido a su salud. Juruna murió en 17 de julio de 2002, a los 59 años de edad, en el transcurso de una diabetes. Su cuerpo fue velado en el Congreso Nacional brasileño.